# اچ‌ام‌ان‌زداس مونوای (ای۰۶)
اچ‌ام‌ان‌زداس مونوای (ای۰۶) (به انگلیسی: HMNZS Monowai (A06)) یک کشتی بود که طول آن 90.8/82.3 m (298/270 ft)lengths are these measurements for|date=January 2009}} بود.